# برنارد آریی
برنارد آریی (انگلیسی: Bernard Aryee؛ زادهٔ ۲۳ آوریل ۱۹۷۳) بازیکن فوتبال اهل غنا بود.
وی همچنین در تیم‌های ملی فوتبال زیر ۲۳ سال غنا و غنا بازی کرده‌است.